# May J.
May J., echte naam May Hashimoto (橋本芽生, Hashimoto Mei) is een Japanse R&B-zangeres. Ze heeft een Japanse vader en een Iraanse moeder. In 2007 is ze afgestudeerd aan de Amerikaanse school in Japan. Op 12 juli 2006 maakte ze haar grote debuut met haar eerste mini-album All my girls.

## Biografie
Op haar 14de deed May J. succesvol mee aan een auditie van Sony Music. Hierdoor kreeg zij enkele aanbiedingen van muziek labels. Voordat ze haar grote doorbraak had gemaakt, trad ze tijdens het Japanse concert van Aaron Carter op als danser en was ze te horen in het nummer Luvya -Another Episode- van het album Big Deal, van de groep Sphere of Influence. Op dit album staat ze bekend als May.

## Discografie

### Album
- [05-12-2007] Baby Girl

### Mini-Albums
- [12-07-2006] All My Girls

### Singles
- [20-12-2006] Here we go feat. Verbal
- [30-05-2007] Dear...
- [21-12-2007] Do tha' Do tha'

- CiNii: DA19792221
- International Standard Name Identifier: 0000 0004 0696 680X
- MusicBrainz: ec7e4f26-cddb-4e91-9f08-5f2f12da5f36
- Bibliotheek van het Japanse parlement: 001228648
- Virtual International Authority File: 452146094315400332243